# Лимонадний Джо
Лимонадний Джо (чеськ. Limonádový Joe aneb Koňská opera) — музична пародійна комедія-вестерн, поставлена в 1964 році режисером Олдржиха Липським за п'єсою Їржі Брдечки. Фільм отримав два призи на міжнародних кінофестивалях.

## Сюжет
В одному невідомому містечку на Дикому Заході все життя місцевого населення проходить за принципом «хто кого раніше пристрелить». Якось раз в салун зайшов приїжджий хлопець на прізвисько Лимонадний Джо і поставив на місце одного з місцевих ненормальних типів, відстріливши йому гудзики на брюках.

## У ролях
- Карел Фіала — Лимонадний Джо
- Мілош Копецький — Горацій «Хогофого»
- Квета Фіалова — Торнадо Лу
- Ольга Шоберова — Вінніфред
- Рудольф Дейл — Дуг Бедмен
- Вальдемар Матушка — Банджо Кід

## Нагороди
- 1964 — приз «Срібна раковина» на 12-му кінофестивалі в Сан-Себастьяні.[5]
- 1967 — приз «Сфінкс» Мілошу Копецького за роль лиходія Горація на міжнародному кінофестивалі в Панамі.